# 1983年—1985年埃塞俄比亚饥荒
1983年至1985年，在今埃塞俄比亚和厄立特里亚发生了大范围饥荒。此次饥荒是埃塞俄比亚在20世纪最严重的一次饥荒。在埃塞俄比亚北部有超过400,000人死亡，但超过一半的死亡率是由于侵犯人权的行为，导致饥荒到来的时间更为提前，以及影响更为严重。这个悲剧可以和之前20年间的叛乱及埃塞俄比亚内战一起成为一个整体。
1983-1985年的大饥荒通常被归咎于干旱。虽然气候原因具有了一部分作用，但是大部分还是由于政府的一些政策导致悲剧发生。